# امیربانو کریمی
امیربانو کریمی (۹ دی ۱۳۱۰ – ۱۰ دی ۱۴۰۲) استاد ادبیات فارسی اهل ایران و متخصص در سبک هندی و صائب‌شناسی بود. او در چهارمین همایش چهره‌های ماندگار در سال ۱۳۸۳ به‌عنوان چهره ماندگار زبان و ادبیات فارسی برگزیده شد.

## زندگی
امیربانو کریمی در ۹ دی ۱۳۱۰ در تهران زاده شد. او فرزند شاعر سید کریم امیری فیروزکوهی بود. امیربانو کریمی با پایان تحصیلات متوسطه در مدرسه شادخت، به کار تدریس پرداخت و تحصیلات خود را تا مقطع دکترای زبان و ادبیات فارسی در دانشگاه تهران ادامه داد و در همان دانشگاه مشغول به تدریس ادبیات شد. امیربانو کریمی در سال ۱۳۵۰ از رساله دکترای خود که به پیشنهاد محمد معین دربارهٔ جوامع الحکایات و لوامع الروایات بود، دفاع کرد و در سال ۱۳۵۹ باب نخست آن توسط مؤسسه انتشارات امیرکبیر به چاپ رسید.
کریمی از ازدواج نخستش صاحب یک فرزند دختر شد. او پس از پنج یا شش سال از همسر نخستش طلاق گرفت و در سال ۱۳۴۲ با مظاهر مصفا، شاعر و استاد دانشگاه تهران، ازدواج کرد. او از این ازدواج صاحب چهار فرزند، شامل بازیگر و فیلم‌ساز علی مصفا شد. یکی از دخترانش عروس سید جعفر شهیدی بود.
امیربانو کریمی برای همدردی با مصیبت‌دیدگان سرنگونی هواپیمای مسافربری اوکراین توسط سپاه پاسداران در دی ۱۳۹۸ از شرکت در جایزه کتاب سال جمهوری اسلامی ایران انصراف داد. او با انتشار یادداشتی کوتاه در ۲۳ دی ۱۳۹۸ ضمن اعلام انصراف از شرکت در جایزه کتاب سال، دلیل دیگر این تصمیم را تسکین شرمساری خود از سال‌ها تدریس پرهیز از دروغ و نامردمی به دانشجویان و نیز سال‌ها تنفس در فضای مسموم دروغ و ریا در دانشگاه تهران عنوان کرد. امیربانو کریمی یادداشت خود را با تیتر «کار ملک از نابسامانی ز میزان درگذشت» آغاز کرد. او در ۱۰ دی ۱۴۰۲ درگذشت.

## بازی در فیلم
امیربانو کریمی در بخشی از فیلم سیمای زنی در دوردست ساختۀ پسرش علی مصفا بازی کرده است.

## آثارشناسی

### کتاب‌ها
- تصحیح انتقادی قسم دوم و سوم جوامع الحکایات و لوامع الروایات (۴ جلد)، ۱۳۵۹٬۸٬۷٬۴٬۳
- جمع‌آوری و حاشیه‌نویسی و تعلیق دیوان امیری فیروزکوهی در ۲ چاپ، بنیاد فرهنگ ایران، ۱۳۵۵
- طرح دو بیت و دویست و یک غزل از دیوان صائب تبریزی» ، انتشارات زروار، ۱۳۶۸
- تصحیح دیوان حکیم فیاض لاهیجی، انتشارات دانشگاه تهران، ۱۳۷۲
- منتخب حدیقه الحقیقه حکیم سنایی انتشارات زوّار، ۱۳۷۴